# 布黑蟹蛛
布黑蟹蛛（学名：Thomisus pugilis）为蟹蛛科蟹蛛属的动物。在中国大陆，分布于香港等地。